# Axel Åkerblom
Axel Åkerblom, född 25 maj 1864 i Stockholm, död 20 februari 1937, var en svensk lärare, filolog och översättare. Han var bror till meteorologen Filip Åkerblom.

## Biografi
Åkerblom, som var son till en häradshövding, blev efter akademiska studier filosofie doktor vid Lunds universitet 1888. Han var lektor i modersmålet och historia med geografi år 1900 vid Karlskrona läroverk, år 1901 vid Jönköpings läroverk och 1911–1929 vid Malmö latinskola.
Åkerblom utgav en ordlista, Runii svenska rim, 1915, men var framför allt känd för sina tolkningar av fornisländsk poesi, exempelvis Norrœna dikter 1–2, 1916. Han översatte också den Poetiska eddan under titeln Den äldre Eddan, 1–2, 1920–1921.
Han utgav en flera historiska och språkliga avhandlingar samt en diktsamling 1890.

### Översättningar
- Nordiska fornkväden. 1, De första femton sångerna af Wiséns Carmina norrœna. Lund: Malmströms boktr. 1899. Libris 436962
- Nordiska fornkväden. 2. 1, Norrøna dikter. Lund: Gleerup. 1916. Libris 436961
- Eysteinn Ásgrímsson (1916). Lilja : den nordiska medeltidens förnämsta religiösa dikt. Lund: C. W. K. Gleerup. Libris 1661384
- Den äldre Eddan / tolkad. Uppsala: Lindblad. 1920-1921. Libris 518597
  -  Den äldre Eddan. Del 1. 1920. Libris 518598
  -  Den äldre Eddan. Del 2. 1921. Libris 518599
- Sånger ur den äldre Eddan. Skrifter / utgivna av Modersmålslärarnas förening, 0345-0120 ; [22]. Lund: Gleerup. 1923. Libris 518446

## Priser och utmärkelser
- 1917 – Letterstedtska priset för översättningar för tolkningarna i Norrœna dikter 1–2
- 1922 – Svenska Akademiens stora pris